# Lando Calrissian
Lando Calrissian je fiktivní postava z americké filmové ságy Star Wars. Poprvé se objevil ve filmu Star Wars: Epizoda V – Impérium vrací úder. Byl známým pilotem, pašerákem, gamblerem, byznysmenem v galaxii až do doby, než prohrál svoji loď v kartách s Hanem Solem. Později vlastnil město v oblacích na Bespinu po jehož okupaci Galaktickým impériem se stal povstaleckým generálem.

## Biografie
Lando Calrissian se poprvé objevuje v Epizodě V jako správce Oblačného města na planetě Bespin, starý přítel Hana Sola a původní majitel Hanovy lodi Millenium Falcon. Když Han, princezna Leia, Chewbacca a C-3PO dorazí do Oblačného města, Lando je přivítá jako čestné hosty – jen aby je zradil a předal Darth Vaderovi, který je plánuje použít jako návnadu k polapení jeho syna Luka Skywalkera. Lando byl donucen souhlasit se zradou Hana a jeho přátel poté, co mu Vader pohrozil, že pokud odmítne, bude Oblačné město obsazeno galaktickým impériem. Lando nechá zmrazit Hana v karbonitu na žádost Vadera a ten ho pak odevzdá lovci odměn Bobu Fettovi, který ho doručí Jabba Huttovi. Když však Vader přikáže Landovi uvěznit Leiu a Chewbaccu, Lando dohodu s Vaderem poruší a při následné evakuaci Oblačného města hrdinům pomůže uniknout ve Falconu. Později se vrátí záchranit i Luka a společně odlétají na základnu povstalců. Později se s Chewbaccou v Millennium Falconu vydávají hledat Bobu Fetta, aby mohli zachránit Hana.
V Epizodě VI Lando v přestrojení pomáha Lukovi, Leie a ostatním zachránit Hana Sola před zločineckým bossem Jabbou Huttem. Během bitvy u jámy Sarlacca s Jabbovými vojáky je Lando prohozen přes palubu jednoho z Jabbových člunů. Han zachrání Landa předtím, než ho Sarlacc pohltí a Lando pak pomůže Hanovi a ostatním zničit Jabbův koráb. Za své hrdinství z minulosti byl jmenován generálem Aliance rebelů. Lando poté usedne do křesla pilota své staré lodi Millenium Falcon a je pověřen vést útok flotily rebelů na druhou Hvězdu smrti. Lando osobně zničí její energetické jádro, což způsobí explozi celé stanice. Poté se připojí k svým přátelům na Endoru a s nimi oslavuje jejich vítězství nad Impériem.
Po konci galaktické občanské války s Impériem se Lando usadil a založil si rodinu – zplodil dceru. Z dcerky se ale Lando dlouho netěšil, jelikož byla v pouhých dvou letech unesena neznámými pachateli. Tato událost Landa dost poznamenala. Časem se ukázalo, že za jejím únosem a taky za únosy dalších dětí bývalých vůdců rebelů stál První řád. Po této tragédii Lando pomáhal ve výpravě Luku Skywalkerovi, který pátral po sithském trasovači a jistém lovci jediů, tyto stopy je měly dovést na Sithskou planetu Exegol. Zde mohl Luke najít odpovědi na rostoucí temnotu v Síle. Tato mise byla bohužel neúspěšná, a tak se zlomený Lando usadil na pouštní planetě Pasaana a přijal život v samotě a zapomenutí.
V epizodách VII a VIII žije Lando pořád jako poustevník na Pasaaně. Lando se objevuje až v epizodě IX na Pasaaně, kde se potkáva s Rey, Poem Dameronem, Finnem, BB-8, Chewbaccou a C-3PO. Hrdinové na čele s Rey navazují na Lukovu výpravu a pátrají po Sithském trasovači, který by je navedl na Exegol, kde se skrývá znovuoživený Císař Palpatine. Lando jim vypráví o tom, jak s Lukem sledovali loď lovce jediů Ochiho z Bestoonu kvůli vodítku, které by je navedlo k lokaci trasovače. Dostali se až na Pasaanu, ale když dorazili k lodi Ochiho, našli loď opuštěnou. Lando hrdiny navede k lokaci Ochiho lodi a Rey požádá Landa, aby pomohl Odboji, ale Lando odmítá s tím, že už dlouho nelétá, ale srdečně pozdravuje Leiu. Lando se ale nakonec vrátí do své staré pozice generála a přicházi Odboji na pomoc.
Ve filmu se znovu objeví mnohem později, po Leiině smrti, a motivuje truchlícího Poa, že on, Luke, Leia a Han byli podobně nepřipraveni, když bojovali proti Impériu, ale že uspěli díky tomu, že měli jeden druhého. To inspiruje Poea k zahájení ofenzivy proti silám Palpatinovy obří Sithské flotily a armády. Lando je pověřen cestovat po galaxii a naverbovat veterány Rebelů, příznivce Odboje a běžné lidi, aby pomohli v závěrečné bitvě proti Sithské flotile. Právě když to vypadá tak, že je Odboj v bitvě poražen a Poe s Finnem ztrácejí naději, Lando, Chewbacca a Wedge Antilles dorazí v Millennium Falconovi spolu s masivní flotilou lidí, veteránů, spojenců a stoupenců Odboje z celé galaxie. Lodě pomáhají zničit obří Sithskou flotilu a vyhrát bitvu a válku. Na konci filmu, když hrdinové a celá galaxie oslavuje vítězství, Lando sedí daleko od ostatních o samotě a pravděpodobně truchlí nad ztrátou jeho starých přátel (Han, Luke a Leia). Bývalá stormtrooperka Jannah k Landovi přistoupí a ptá se ho, odkud pochází, Lando odvětí že ze soustavy Gold a tutéž otázku položí i on jí. Jannah mu řekne, že neví a Lando ji slíbí, že jí to pomůže zjistit.
(Jannah by podle všeho měla být Landova ztracená dcera)